# Joaquín Requena
Joaquín Requena (Montevideo, 17 de agosto de 1808 - ídem., 7 de mayo de 1901) fue un abogado y docente uruguayo, destacado por la redacción del Código Rural y el Código Militar de Uruguay, ejerció la vicerrectoría de la Universidad de la República en varios períodos, asumiéndola entre 1864 y 1865.

## Biografía
Nació en la zona de Peñarol, departamento de Montevideo. Fue responsable entre 1836 y 1838 de crear una política educacional que incluía una educación primaria obligatoria, una formación al ciudadano, y una formación previa de los docentes.
En 1854 se recibió de Escribano Público y Doctor en Jurisprudencia, dedicando su tiempo a la redacción del Código Militar y el Código Rural.
Fue vicerrector de la Universidad de la República en el período que fuera rector Manuel Herrera y Obes y en el período de Fermín Ferreira y entre 1864 y 1865 asumió el cargo de rector de la Universidad de la República luego que se disolviera el Consejo Universitario.

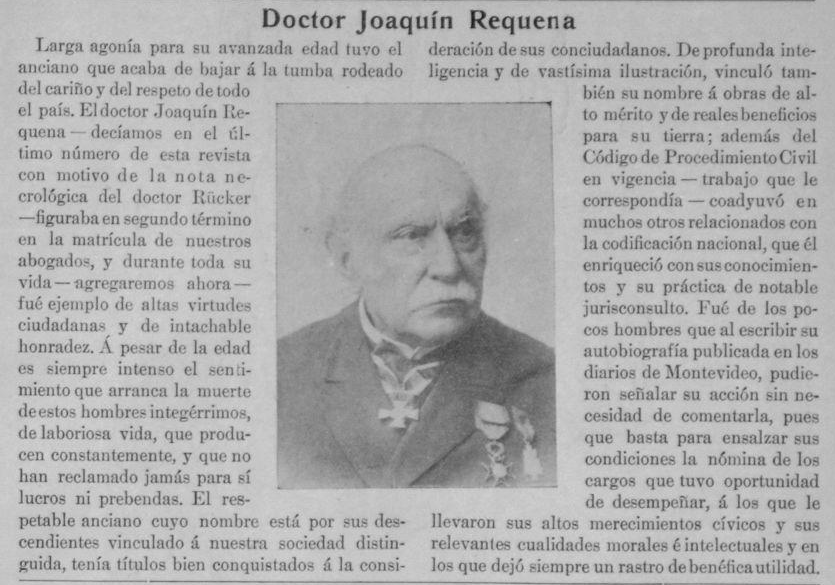
Obituario y fotografía de Requena.

Su hijo, Joaquín Requena García, fue Ministro de Relaciones Exteriores de Uruguay.